# Zwyczaj
Zwyczaj – w języku popularnym określenie to funkcjonuje jako synonim słowa „obyczaj”, jednak w niektórych naukach (np. w socjologii) terminom tym nadaje się różne znaczenie.
Dla socjologa termin „zwyczaj” oznacza ustalony w zbiorowości sposób zachowania się (jest w skali zbiorowej odpowiednikiem indywidualnego nawyku), jego istnienie jest oparte na tradycji, ma charakter nieuświadomionego naśladownictwa tego, co robią inni członkowie. Zwyczaj różni się od mody o wiele większą trwałością, natomiast od obyczaju tym, że jego nieprzestrzeganie nie niesie dla członka grupy żadnych negatywnych konsekwencji. Przykładem obyczaju jest następujące zachowanie: mężczyźni będący katolikami zdejmują nakrycie głowy przed wejściem do kościoła. Niedostosowanie się do tego wymogu spowodowałoby negatywną reakcję ze strony grupy. Przykładem zwyczaju w tej samej społeczności jest natomiast przychodzenie do kościoła niektórych kobiet (szczególnie starszych) w odświętnych chustach, jednak niezałożenie chusty nie będzie postrzegane przez współwyznawców jako coś nagannego.
Dla prawników zwyczaj jest jedną z form powstania norm prawnych oraz źródłem prawa zwyczajowego, polegającego na tym, że odpowiedni organ państwowy rozstrzyga rozpatrywaną sprawę na podstawie zwyczaju przyjętego w danym społeczeństwie i sankcjonuje go przymusem państwowym. W prawie międzynarodowym olbrzymie znaczenie wciąż ma zwyczaj międzynarodowy.
Zwyczaj można także rozumieć jako odrębny od prawa, mody i moralności system aksjonormatywny, czyli system norm i wartości. Niektóre zwyczaje mogą być powszechne w danym kręgu kulturowym, inne w konkretnych narodach, w mniejszych regionach lub przysługiwać mogą pewnym jednostkom lub związane mogą być z pełnieniem danej roli społecznej.